# Étienne II. de La Baume
Étienne II. de La Baume, genannt Galois de La Baume († 1363/65) war ein Chevalier und Seigneur de Vallusin/Valfin aus der Familie La Baume-Montrevel. Im Hundertjährigen Krieg diente er dem Grafen von Savoyen, dann dem König von Frankreich, dessen Grand Maître des Arbalétriers und Marschall der Provence er wurde.

## Leben
Étienne de La Baume ist der Sohn von Pierre de La Baume, Seigneur de Valusin/Valfin, Bailli von Bresse, Bugey und Novalaise, und Marguerite de Vassalieu.
Im Dienst der Grafen Amadeus V. und Eduard von Savoyen war er Bailli von Chablais (15. Dezember 1320–1328). Er war auch Châtelain comtal des Château d’Évian (1320–1324), des Château d’Allinges-Neuf und des Château de Thonon (1325), dann des Château vieux de Clermont (1328–1329). Zudem war er savoyischer Generalleutnant von Bresse und Bugey.
Im Dienst des französischen Königs war er Grand maître des arbalétriers (1332/47) und Marschall der Provence. Laut Guichenon war er zudem Lieutenant-général du Roi im Languedoc und der Gascogne (1337/39), aber auch der Bretagne. Er nahm insbesondere an der Belagerung von Stadt und Burg Puymirol (1337) und von Madaillan (Februar 1338) teil. 1336 war er Seigneur de Valfin, de Bonrepos, de Marboz et d’Esne-Asnières. Am 29. November 1338 kaufte er Burg und Herrschaft L’Abergement. 1340 war er Seigneur de Mont-Saint-Sorlin.
Étienne II. de La Baume testierte am 10. August 1362. Er scheint zwischen dem 12. Juli 1363 und dem 25. Oktober 1365 in Montrevel gestorben zu sein und wurde in Montrevel bestattet.

## Ehe und Familie
Étienne II. de La Baume heiratete 1338 Alix de Châtillon(-en-Dombes), Dame de Montrevel († vor 1362, bestattet in Montrevel), Erbtochter von Renaud de Châtillon, Seigneur de Montrevel, und Julienne. Ihre Kinder sind:
- Guillaume (X 1360 vor Carignan), Militär im Dienst Frankreichs und Savoyens; ⚭ (1) 1348 Clémence de La Palud, Tochter von Pierre, Seigneur de Varambon; ⚭ (2) 1. Juni 1357 Constance Aleman, Tochter von Hugues Aleman, Seigneur de Valbonnais, und Sibylle de Châteauneuf, sie heiratete in zweiter Ehe (Ehevertrag vom 2. Januar 1363) François de Sassenage, und testierte am 6. August 1376
- Lucie, Dame de Curtafrey, ⚭ Amédée de Viry(-en-Génévois) († vor 26. September 1363)

Zudem hatte er zwei uneheliche Söhne:
- Étienne, genannt le bâtard de La Baume, Seigneur de Saint-Denis-de-Chausson(-en-Bugey) et de Chavannes, vor 1380 Admiral und Marschall von Savoyen[6] ; ⚭ Françoise de Bacin, † nach 1402
- Guillaume, 1402 bezeugt